# Палата Главне поште
Палата Главне поште у Београду се налази на углу улица Таковске и Булевара краља Александра, у непосредној близини Дома Народне скупштине, зграда Председника Србије (зграда Новог двора) и Скупштине града Београда (зграда Старог двора). Један је од најрепрезентативнијих објеката најзначајније државне институције за поштански промет и услуге. Подигнута је у периоду од 1935. до 1938. године као палата Поштанске штедионице, Главне поште и Главног телеграфа. Од завршетка радова до данас део палате из Таковске улице пројектован за рад Главне поште није мењао своју основну намену. С друге стране, део палате из Булевара краља Александра у којем је била смештена Поштанска штедионица, од 1946. до септембра 2006. године послужио је за смештање Народне банке све до њеног пресељења у нови објекат на Тргу Славија, потом од 2003. године у овом делу објекта су се налазила поједина министарства Републике Србије, а од 2013. године користи га Уставни суд Србије. Исте 2013. године, Палата Главне поште је утврђена за споменик културе.

## Историјат градње
Главна пошта, чији историјат службе датира још од четрдесетих година деветнаестог века, била је највиша поштанска институција не само у Београду и Србији, већ у читавој Краљевини СХС, потом Краљевини Југославији. С друге стране, Поштанска штедионица започела је рад 1. октобра 1923. године у палати „Москва“ на Теразијама. Иако млада као институција, Поштанска штедионица је након само неколико година рада постала једна од „најпопуларнијих новчаних установа“ у читавој држави, па су просторије палате Москва постале претесне за њен рад. Власти су решење неадекватног смештаја обе установе виделе у изградњи јединственог објекта Главне поште и Поштанске штедионице.
И поред свих активности везаних за подизање зграда намењених поштанском саобраћају на изградњу објекта Главне поште требало је чекати све до почетка четврте деценије двадесетог века. Плац на углу Таковске и Александрове улице, предлаган још 1921, купљен је 1928. од цркве Св. Марка за 13.000.000 динара. О завршетку планова за Министарство поште и телеграфа, "на Баталџамији, покрај Телефонске Централе", јављено је у марту 1922.
Општејугословенски конкурс за израду пројекта Палате поштанске штедионице и Главне поште и телеграфа у Београду расписан је 1930. године. Од укупно петнаест пристиглих радова, чији су аутори били архитекте из свих крајева земље, као и они који су били на школовању или раду у иностранству, у септембру 1930. године одабрана су и награђена три рада и четири откупа. Прва награда додељена је заједничком пројекту загребачких архитеката Јосипа Пичмана и Андрије Барањија, осмишљеном према начелима модерне архитектуре, док је друга награда припала такође модерном пројекту словеначког архитекте Аца Ловренчића. Међутим, убрзо се одустало од реализације првонаграђеног пројекта. Наиме, почетак тридесетих година прошлог века обележила је економска криза у европским оквирима, док је други разлог лежао у незадовољству највиших државних власти одабраним пројектом архитекте Пичмана, који према њиховом мишљењу није задовољавао захтеве за репрезентативном и монументалном архитектуром јавних објеката. Сведеност и једноставност фасадног платна Пичмановог пројекта није се уклапала у владајући градитељски концепт, који је подразумевао да архитектура јавних објеката, својим раскошним, академски обликованим фасадама, изражава снагу, просперитет и државност младе југословенске краљевине. Непосредно по завршетку конкурса, крајем 1930. године донета је одлука да се у Министарству грађевина изврши измена првонаграђеног пројекта. Разрада скица поверена је архитекти Димитрију М. Леку, а унутар министарства организован је ужи интерни конкурс за израду нових планова фасада објекта, на којем је као најбољи оцењен предлог архитекте Василија Андросова. Међутим, и након усвајања новог пројекта архитекте Андросова на почетак изградње објекта морало се чекати још непуних пет година.
Након што је градња одобрена 1934, почела је 10. марта 1935, а камен темељац је освећен 17. августа. Радови на реализацији овог, за тадашњу београдску средину, веома важног објекта трајали су пуне три године и завршени су 10. октобра 1938. године, када је палата освећена. Гранит за облагање палате је вађен код села Радаљ у Рађевини.
У новој палати је од почетка новембра 1938. било и Министарство пошта и телефона, а сама пошта је прорадила 28. новембра.

## Архитектура
Архитектура палате Поштанске штедионице, Главне поште и Главног телеграфа у Београду осликава сложеност друштвених, политичких, стилских и естетских околности, које су владале целокупним уметничким стваралаштвом међуратног периода. Заснована је на комбинацији модернистички и функционално замишљене основе и репрезентативно обликованих фасада у академском стилу. Нови Андросовљев пројекат се у великој мери ослонио на првобитно конкурсно решење, што се највише огледа у решењу основе и диспозиције простора. Односи маса, положај објекта у односу на улицу, контура асиметрично решене основе, као и место и број улаза до појединости су задржани из првобитног пројекта. Све фасаде слободностојеће палате рекомпоноване су према принципима монументалне академске архитектуре, карактеристичне за градитељство Београда четврте деценије, док је уместо једноставних фасада изведених у комбинацији стакла и бетона, аутор предвидео облагање гранитним блоковима и вештачким каменом. Истакнути средишњи ризалит главне фасаде, осим што дели фасадно платно на два неједнака, асиметрична дела, одражава и унутрашњу функционалну подељеност објекта. Ризалит је третиран као прочеље зграде, наглашено главним порталом у зони приземља, издуженим дорским стубовима у зони од другог до петог спрата и карактеристичном кулом са сатом у највишој зони. Прилагођавање модерног концепта основе грађевине репрезентативном академском изразу њене спољашњости одражава општеприхваћен став ондашњих власти да се монументалним карактером јавних здања, обликованих у стилу високог академизма, визуелно изрази снага и просперитет нове југословенске државе и Београда као њене престонице. Као објекат централне и најзначајније поштанске институције у Краљевини Југославији, Палата Главне поште представља важно сведочанство развоја поштанске службе и делатности, од њеног оснивања до данас. С друге стране, својим маркантним положајем на раскрсници двеју важних градских саобраћајница, представља један од значајних визуелних репера централне градске зоне. Истовремено, монументалност целине и репрезентативност спољашње обраде сврставају је међу значајне примере академске архитектуре Београда.
У време градње, било је и приговора јер "огромна и скупа кућерина" заклања Цркву светог Марка., мада је цена од 44 милиона динара оцењена као ниска.

И српски историчар Милан Ст. Протић указује да су у време њене градње постојале сумње да је ова зграда изграђена како би се заклонила тек изграђена Црква Светога Марка, у време Конкордатске кризе:
„То је једина зграда у Београду која је зидана у том типично хитлеровском неокласицизму, с тим црним мермером, стубовима, тим квадратастим облицима. А на другој страни имате једини соцреализам у Београду — Дом Синдиката. И то нам је сведочанство о нашим идеолошким проклетствима. И између тога имате два најлепша двора и једну скупштину. Не знате која је лепша. То нам је наша народна судбина. Наравно, нама данас та Главна пошта изгледа прелепо и изгледа монументално, јер не везујемо је за Хитлера. Дом Синдиката је ружан па је ружан. И ономе ко зна да је соцреализам и ономе ко не зна не може да каже да је то лепа зграда. Али за главну пошту већина ће да каже да је лепа зграда. И њу је подигао Стојадиновић. Београђани су толико били кивни у оно доба, да нису хтели туда уопште да пролазе. Постојао је један прећутни бојкот да се уопште туда не иде да би се показао отпор и незадовољство због Конкордата, па онда и Главне поште и сакривања Цркве Светога Марка.”